# Euonymus prismatomerioides
Euonymus prismatomerioides là một loài thực vật có hoa trong họ Dây gối. Loài này được C.Y.Wu ex J.S.Ma mô tả khoa học đầu tiên năm 1998.